# Rue Raoul-Blanchard
La rue Raoul-Banchard est une voie publique de la commune française de Grenoble. Située dans le quartier de l'Hyper-centre, un des quartiers les plus animés de la ville, réaménagé en zone semi-piétonne.
Cette rue, est entièrement parcourue par une double voie de tramway et permet de relier la Place Grenette à  la Place de Verdun par la rue Général Marchand.

## Situation et accès

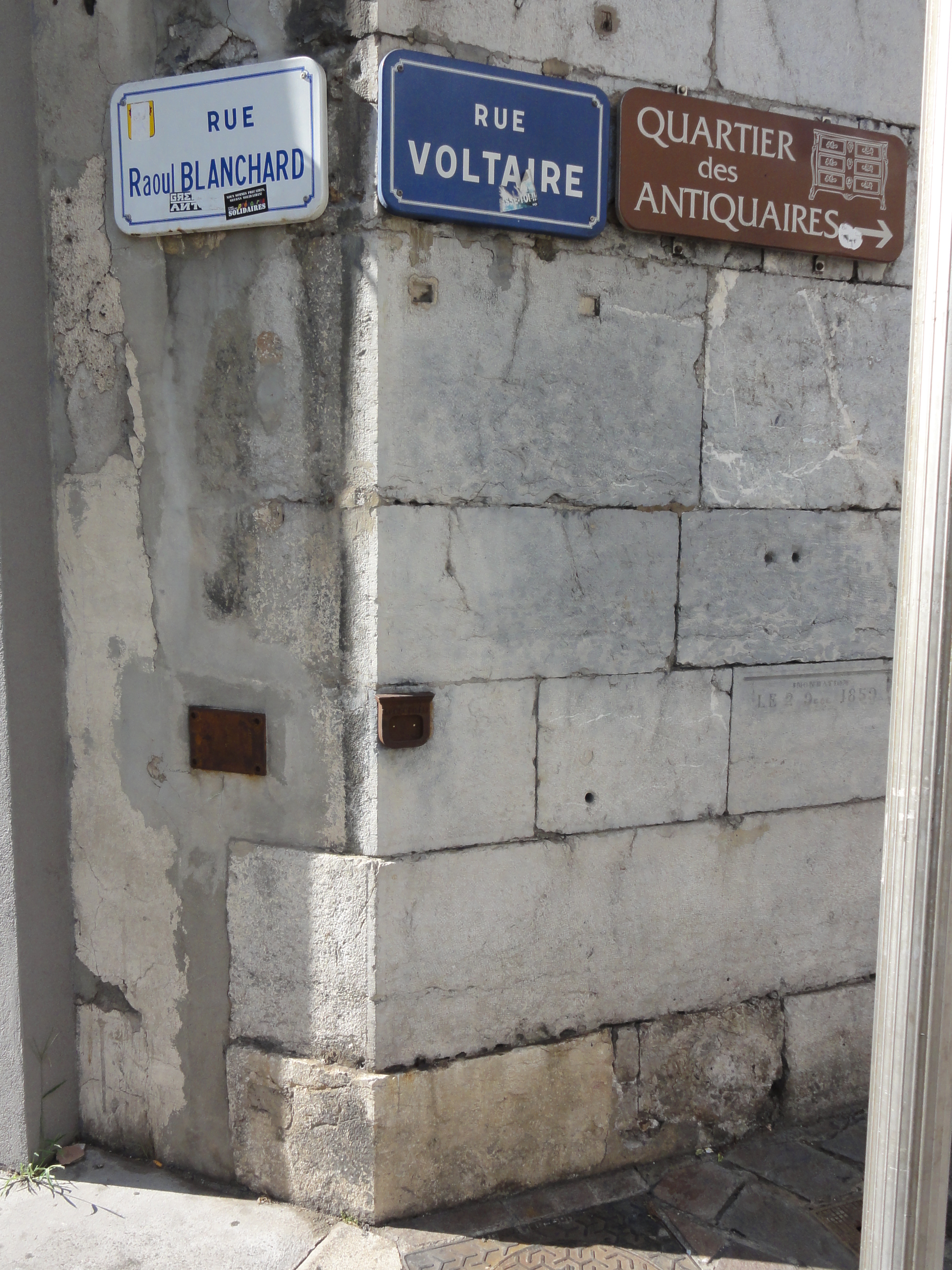
Angle de la rue Raoul Banchard et de la rue Voltaire

### Situation
Cette voie, partiellement piétonne, débute à l'angle de la rue Voltaire et la rue Général Marchand et s'achève Place Grenette, par le numéro 26, à l'angle de la rue Phylis de la Charce et de la rue Saint-Jacques.

### Accès

#### À pied
La rue, comprise partiellement dans la zone piétonne de la ville, au cœur de la principale zone commerciale, est accessible aux passants depuis n'importe quel point de ce quartier et du quartier Notre-Dame, le plus ancien de Grenoble.

#### Transport public
La rue Raoul-Blanchard est principalement desservie par les lignes A, B et D du tramway de Grenoble. La station Hubert Dubedout - Maison du Tourisme est situé dans cette rue.

## Origine du nom
Cette rue a reçu le nom de Raoul Blanchard (1846 - 1896), géographe français, fondateur de l'Institut de géographie alpine et de la Revue Recueil des travaux de l'Institut de géographie alpine, qui lui est lié et qui devient en 1920 la Revue de géographie alpine.

## Historique

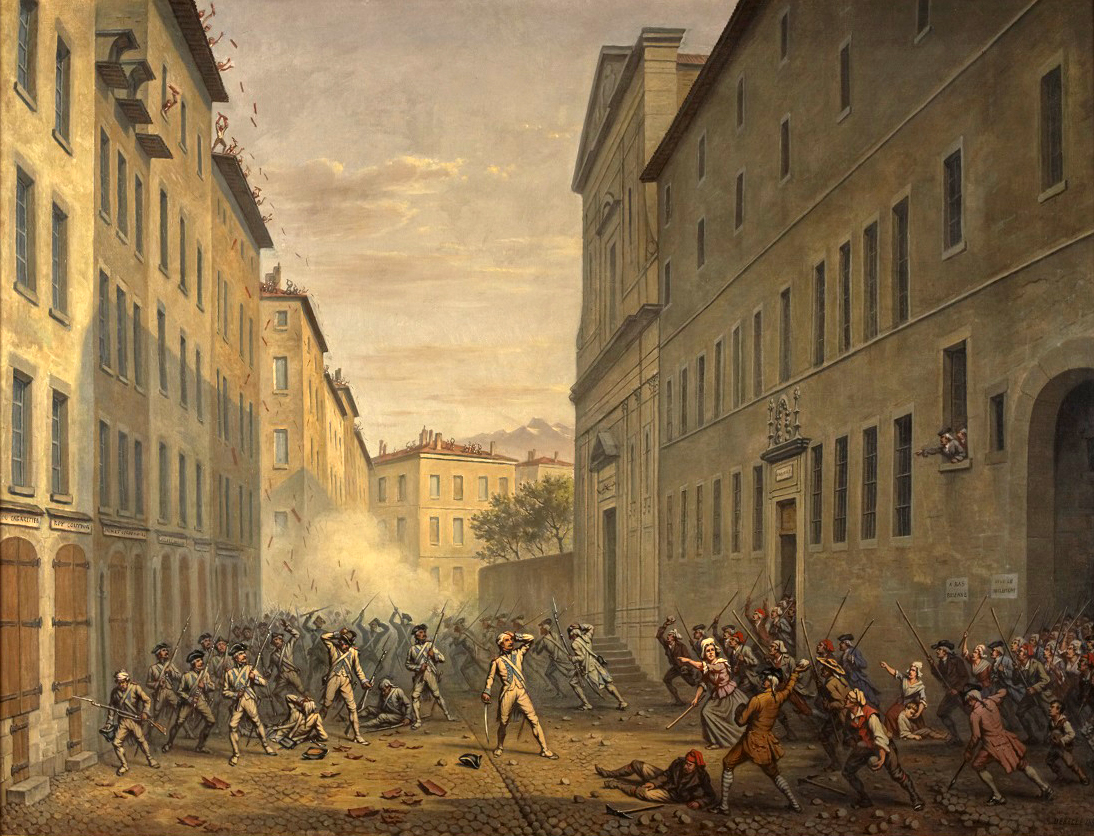
Journée des Tuiles (par Alexandre Debelle), Musée de la Révolution française

C'est durant le XVIIe siècle que cette rue fut ouverte sous le nom de rue Neuve de Bonne en l'honneur de François de Bonne, duc de Lesdiguières. Cette voie fut ensuite partagée en trois parties : la rue Neuve du Collège, la rue Neuve des Pénitents, et la rue Neuve des Jacobins. 
La rue Neuve du Collège correspond en grande partie à l'actuelle rue Raoul-Blanchard. Elle reçut ce nom à la suite de la construction d'un collège de Jésuites
en 1655. En 1789, la rue prit le nom de Grande Rue Neuve, Puis en souvenir de la « journée des Tuiles » qui se déroula le 7 juin 1788 en grande partie dans cette rue, elle fut renommée rue des Tuiles en 1794. Le peintre Alexandre Debelle y situe l'action de la toile ayant pour thème cette journée insurrectionnelle qu'il réalise en 1889, afin de célébrer le centenaire de la journée des Tuiles et visible au musée du château de Vizille consacré à la Révolution française.
Sous le Premier Empire, la rue fut renommée rue du Lycée car durant la période révolutionnaire, l'ancien Collège des Jésuites avait été transformé en école centrale, puis en lycée de garçons, avant de devenir plus tard le lycée de filles et enfin de prendre le nom de lycée Stendhal, écrivain grenoblois qui en fut l'élève du temps de l'école centrale.
En 1965, la rue fut de nouveau rebaptisée et reçoit son nom actuel, en mémoire du géographe français, doyen de la Faculté des Lettres de Grenoble, auteur de nombreux ouvrages de géographie sur les Alpes.

## Bâtiments remarquables et lieux de mémoire

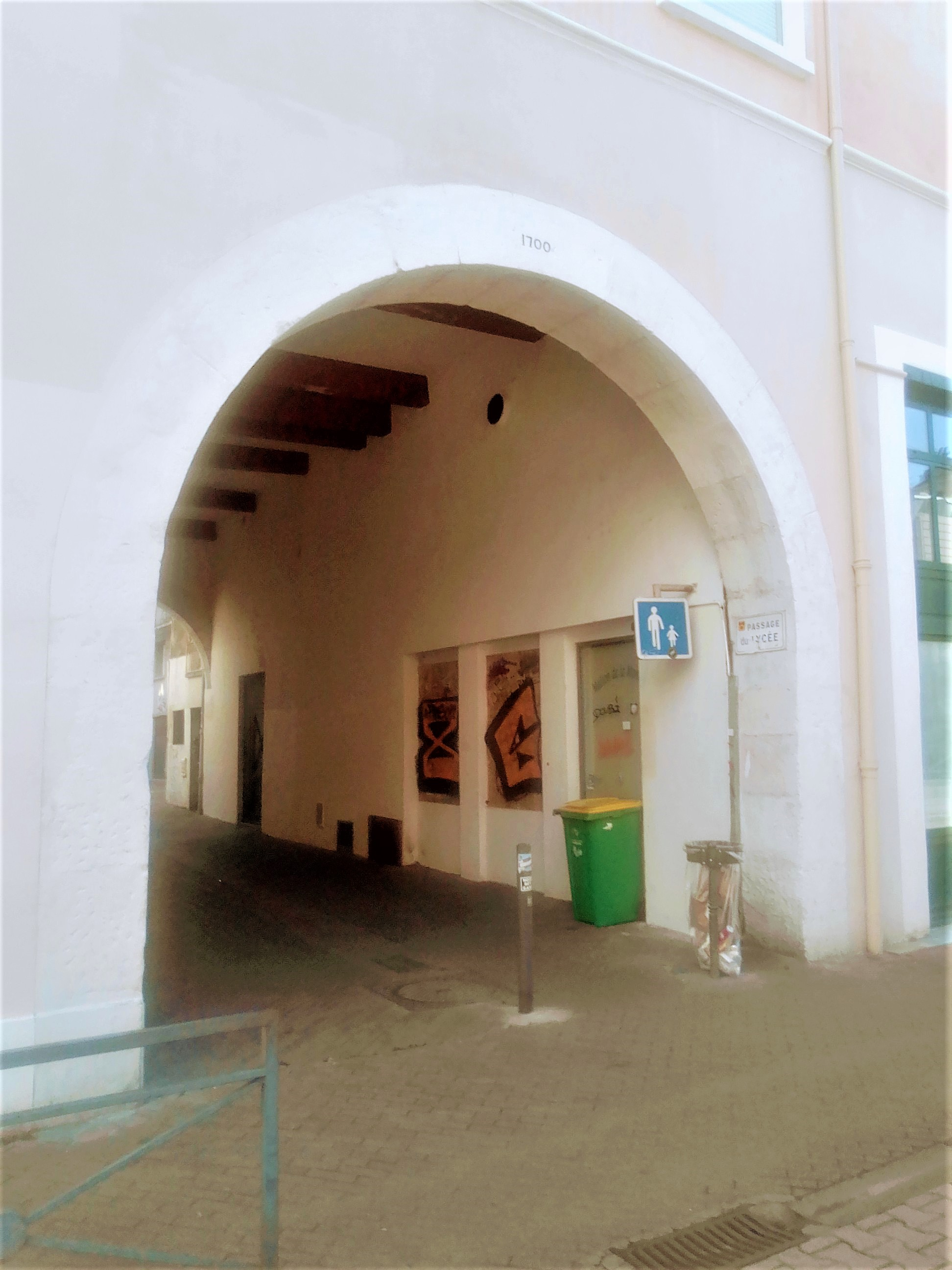
Passage du Lycée

La façade de l'ancien bâtiment du lycée des Jésuites, située au début de la rue, face à l'intersection des deux lignes de tramway, fait l’objet d’une inscription au titre des monuments historiques depuis le 26 février 1964.
Le passage du lycée, situé au niveau du numéro 3 de la rue, se présente sous la forme d'une galerie sous voûte et permet de rejoindre la place Jean-Achard. Datant de 1700, l'année de sa construction est indiquée sur la pierre de voûte.